# Christen Christensen
Christen Christensen (Oslo, 17 de setembro de 1904 – Oslo, 2 de junho de 1969) foi um patinador artístico norueguês. Ele conquistou com Randi Bakke uma medalha de bronze em campeonatos mundiais e foi octacampeão do campeonato nacional norueguês (1929–1936). Bakke e Christensen disputaram os Jogos Olímpicos de Inverno de 1936 representando a Noruega, terminando na 15.ª posição.

## Principais resultados

### Com Randi Bakke
| Jogos Olímpicos                                       |     |  |                 |                   |                 |                 |                 |                 | 15.º            |                 |  |  |  |  |  |
| Campeonato Mundial                                    | 5.º |  |                 | Medalha de bronze | 5.º             |                 |                 |                 |                 |                 |  |  |  |  |  |
| Nacional                                              |     |  |                 |                   |                 |                 |                 |                 |                 |                 |  |  |  |  |  |
| Campeonato Norueguês                                  |     |  | Medalha de ouro | Medalha de ouro   | Medalha de ouro | Medalha de ouro | Medalha de ouro | Medalha de ouro | Medalha de ouro | Medalha de ouro |  |  |  |  |  |
|                                                       |     |  |                 |                   |                 |                 |                 |                 |                 |                 |  |  |  |  |  |
| Legenda: Competição não foi disputada nesta temporada |     |  |                 |                   |                 |                 |                 |                 |                 |                 |  |  |  |  |  |